# Langtang Himal

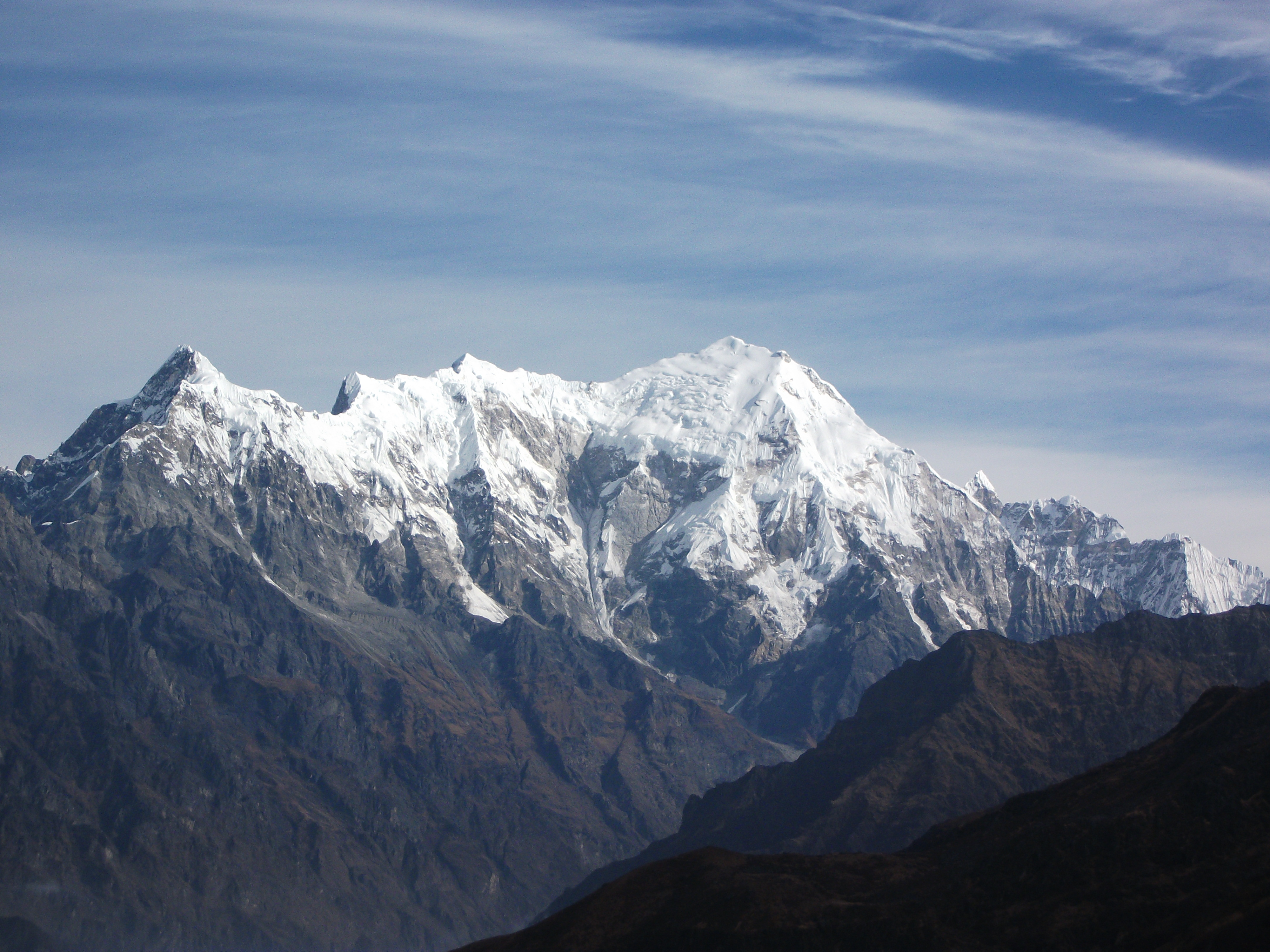
De Langtang Himal met links Langtang II en rechts Langtang Lirung.

De Langtang Himal (Nepali: लाङटाङ हिमाल, lāngṭāng himāl) is een bergmassief in het centrale deel van de Himalaya. Het grootste deel van het massief bevindt zich in Nepal, maar het oostelijk deel vormt de grens met Tibet (Volksrepubliek China). 
De Langtang Himal is ongeveer 40 km lang. In het noordwesten wordt het massief begrensd door het dal van de rivier de Trishuli, die over enkele kilometers de Nepalees-Tibetaanse grens vormt. Het dal van de Langtang Khola ligt ten zuiden van de Langtang Himal. Samen met het laatste dal vormt de Langtang Himal het Langtanggebied. Een groot deel van de Langtang Himal valt in het Langtang National Park. 
De hoogste top in de Langtang Himal is de Langtang Lirung (7221 m). In het noorden is de Langtang Himal verbonden met de Yugal Himal in Tibet, met daarin de achtduizender Shishapangma.